# Anatoli Platonowitsch Prudnikow
Anatoli Platonowitsch Prudnikow (russisch Анатолий Платонович Прудников; * 14. Januar 1927 in Uljanowsk (Russland); † 10. Januar 1999 in Moskau) war ein russischer Mathematiker.
Die Familie Prudnikow zog 1930 nach Samara um, wo er sein Abitur 1944 ablegte. Danach studierte er an der Fakultät für Mathematik und Mechanik am Pädagogischen Institut in Samara. 1968 promovierte er mit der Arbeit On a class of integral transforms of Volterra type and some generalizations of operational calculus.
Sein erstes Arbeitsgebiet betraf die Operatorenrechnung. In seinem zweiten Arbeitsfeld befasste er sich mit Integraltransformationen und speziellen Funktionen. Hierbei arbeitete er mit V. A. Ditkin und seinem Student Yuri A. Brychkov zusammen.
Der dritte Bereich seiner mathematischen Forschung konzentrierte sich auf Informatik.